# Alicante Bouschet

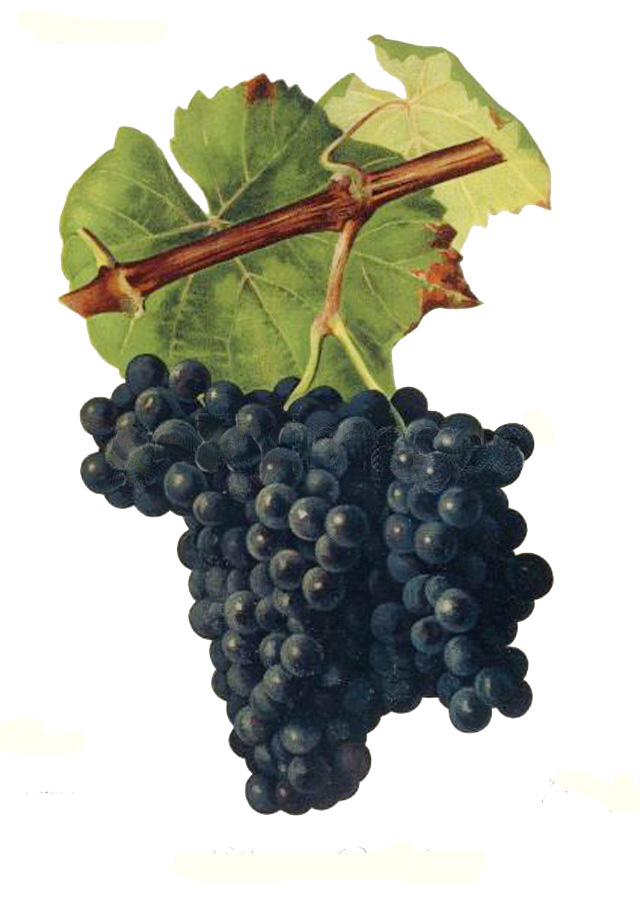
Alicante Bouschet druif

De Alicante Bouschet is een blauwe druivensoort, met als zeer bijzonder kenmerk dat het rood vruchtvlees heeft. Dit wordt teinturier genoemd. Het is een kruising tussen de Grenache Noir en de Petit Bouschet.

## Gebieden
In 2008 waren er nog maar bijna 6.000 hectare aangeplant in Frankrijk ten opzichte van bijna 16.000 in 1988.
Gebieden nu zijn de Jura, Lot-et-Garonne en Val de Loire. In het Spaanse Galicië ruim 22.000 hectare met de Garnacha Tintorera (zie synoniemen) en ook in Portugal, Californië, Noord-Afrika en Chili komt deze druif voor.

## Kenmerken
De bloei begint al vroeg in het voorjaar waardoor er risico ontstaat van nachtvorst, die grote schade kan aanbrengen.
Alhoewel resistent tegen echte meeldauw, is deze druif gevoelig voor valse meeldauw ,wind en droogte.
Hoewel de druif een hoge opbrengst per hectare kan genereren, is terugsnoeien vereist wanneer men er een goede cépagewijn van wil maken. 
De wijn heeft een zeer diepe rode kleur en is in de afdronk zacht en fruitig.

## Synoniemen[1]
- Alicant de Pays
- Alicante
- Alicante Bouchet
- Alicante Bouschet 2
- Alicante Bouschet Crni
- Alicante Extra Fertile
- Alicante Femminello
- Alicante H. Boushet
- Alicante Nero
- Alicante Noir
- Alicantina
- Alikant Buse
- Alikant Buse Bojadiser
- Alikant Bushe
- Alikant Bushe Ekstrafertil

- Alikant Bushe Nr. 2
- Alikant Genri Bushe
- Alikante Henri Bouschet
- Aragonais
- Aragones
- Arrnaou
- Baga
- Bakir Uezuemue
- Barvarica
- Blasco
- Bojadiserka
- Carignan Jaune
- Cupper Grape
- Dalmatinka
- Garnacha

- Garnacha Tintorera
- Kambusa
- Lhadoner
- Moraton
- Mouraton
- Murviedro
- Negral
- Pe de Perdiz
- Pe de Pombo
- Petit Bouschet
- Redondal
- Riversaltes
- Rivos Altos
- Roussillon
- Rouvaillard

- Sumo Tinto
- Tinta Fina
- Tinta Francesa
- Tinto
- Tinto Nero
- Tinto Velasco
- Tintorera
- Tintorera de Liria
- Tintorera de Longares
- Tinturao
- Uva di Spagna